# Spaniophylla epiclithra
Spaniophylla epiclithra là một loài bướm đêm thuộc họ Yponomeutidae. Loài này có ở miền nam Úc.